# Discomedusa
Discomedusa is een geslacht van schijfkwallen uit de familie van de Ulmaridae.

## Soorten
- Discomedusa lobata Claus, 1877
- Discomedusa philippina Mayer, 1910